# Église chrétienne congrégationaliste de Niue
L'Église chrétienne congrégationaliste de Niue (appelée localement Ekalesia Niue) est une église protestante de type congrégationaliste basée à Niue, un État insulaire de Polynésie. Elle mélange christianisme et croyances autochtones.
Selon les statistiques, quelque 75 % des Niuéens seraient membres de cette église.
L'édifice principal se trouve à Alofi, la capitale de Niue.